# Álarcos kakukkgébics
Az álarcos kakukkgébics (Coracina novaehollandiae) a madarak osztályának verébalakúak (Passeriformes) rendjébe és a tüskésfarúfélék (Campephagidae) családjába tartozó faj.

## Rendszerezése
A fajt Johann Friedrich Gmelin német természettudós írta le 1789-ben, a Turdus nembe Turdus novae Hollandiae néven.

## Alfajai
- Coracina novaehollandiae melanops (Latham, 1802)
- Coracina novaehollandiae novaehollandiae (Gmelin, 1789)
- Coracina novaehollandiae subpallida Mathews, 1912[2]

## Előfordulása
Ausztrália, Indonézia, Pápua Új-Guinea, a Salamon-szigetek és Kelet-Timor területén honos. Kóborlásai során eljut Új-Kaledóniába és Új-Zélandra is.
Természetes élőhelyei a szubtrópusi vagy trópusi mangroveerdők, száraz erdők, síkvidéki és hegyi esőerdők, valamit szavannák. Vonuló faj.

## Megjelenése
Testhossza 35 centiméter, testtömege 89–148 gramm.
|  |  |

## Életmódja
Talajon, vagy leveleken keresgéli rovarokból álló táplálékát, valamint bogyókat is fogyaszt.

## Természetvédelmi helyzete
Az elterjedési területe rendkívül nagy, egyedszáma csökken, de még nem éri el a kritikus szintet. A Természetvédelmi Világszövetség Vörös listáján nem fenyegetett fajként szerepel.